# Poecilanthe
Genre
Poecilanthe est un genre de plantes à fleurs dicotylédones de la famille des Fabaceae, sous-famille des Faboideae, originaire d'Amérique du Sud, qui comprend huit espèces acceptées.

## Liste d'espèces
Selon Plants of the World Online :
- Poecilanthe falcata (Vell.) Heringer
- Poecilanthe fluminensis Meireles & H.C.Lima
- Poecilanthe grandiflora Benth.
- Poecilanthe itapuana G.P.Lewis
- Poecilanthe ovalifolia Kleinhoonte
- Poecilanthe parviflora Benth.
- Poecilanthe subcordata Benth.
- Poecilanthe ulei (Harms) Arroyo & Rudd